# Пізньоцвіт піщаний
Пізньоцві́т піща́ний (Colchicum arenarium) — отруйна багаторічна рослина родини пізньоцвітових, паннонський ендемік. Маловідома декоративна культура.

## Опис
Невеличка трав'яниста рослина заввишки 5–15 см, геофіт, осінній ефемероїд. Бульбоцибулина довгаста, сіро-зелена. Листків від 2 до 5 штук, вони ланцетні, завдовжки 10–15 см, завширшки 0,5–3 см. Жилкування паралельне. Квітки лілові або рожеві, поодинокі. Листочки оцвітини ланцетні, з тупою верхівкою, завдовжки 2,5–3,5 см, завширшки 3–10 мм. Плід — веретеноподібна коробочка 1–2 см завдовжки.
Подібно до інших представників роду пізньоцвіт піщаний містить у тканинах отруйний алкалоїд колхіцин.

## Екологія та поширення
Вид світлолюбний, помірно посухостійкий, витримує зимове пониження температури до −23 °C. Росте у піщаних степах в угрупованнях з типчаком і ковилою українською, на степових луках (на вапнякових ґрунтах), узліссях дібров, в штучних лісових насадженнях (зокрема робінієвих), чагарникових заростях, серед дюн, порослих ялівцем і тополею білою.
Квітне у вересні — жовтні, насіння дозріває навесні наступного року.
Ареал виду доволі вузький, більша його частина лежить в межах Паннонської рівнини. Центр розповсюдження знаходиться в Угорщині, де зростає кілька мільйонів особин. За межами цієї країни пізньоцвіт піщаний трапляється в Румунії, Молдові, Україні, Словаччині, Сербії, Хорватії, але в цих країнах виявлені поодинокі скупчення, що складаються з кількох сотень особин. Українські популяції розташовані в Одеській області поблизу сіл Гребеники і Кардамичеве.

## Значення і статус виду
Вид внесений до Додатку I Бернської конвенції, Додатку II Оселищної директиви, Червоної книги Молдови. Слід зазначити, що українські популяції пізньоцвіту піщаного часто описують як окремий вид — пізньоцвіт Фоміна. Саме під цією назвою вони занесені до Червоної книги України. У Червоному списку Міжнародного союзу охорони природи пізньоцвіт піщаний значиться як вид, що знаходиться під загрозою винищення.
Негативні фактори, що спричинюють зникнення рослин різняться в залежності від місць зростання. Наприклад, в Україні головним обмежувальним чинником є збирання квітів для букетів і викопування цибулин для висадки у квітниках; в Словаччині популяції зникають під натиском деревної рослинності, а також через поїдання бульбоцибулин кабанами; в інших країнах поширенню пізньоцвіту піщаного перешкоджають гідромеліоративні роботи, будівництво, руйнація ґрунту на військових полігонах, де зростає цей вид. Науковцями Нітранського університету (Словаччина) проводяться роботи по штучному розведенню рослин з подальшою їх реінтродукцією в природу.
Квітка має високі декоративні якості, перспективна для розведення в культурі.

## Синоніми
- Colchicum arenarium f. angustum Priszter;
- Colchicum arenarium var. umbrosum Ker Gawl. — часто розглядають як окремий вид — пізньоцвіт тіньовий;
- Colchicum fominii Bordz. — цей таксон українські систематики розглядають як окремий вид — пізньоцвіт Фоміна.